# Alpeñés
Alpeñés es un municipio de la provincia de Teruel, en la comunidad autónoma de Aragón, España; está en la comarca Comunidad de Teruel. Tiene una población de 26 habitantes (INE 2024) y tiene una extensión de 28,62 km².
La altitud a la que se encuentra su ayuntamiento es de 1223 m s. n. m. Su gentilicio es "alpeñesino". Su término municipal es atravesado por el río Pancrudo de SE a NO, cuyo valle marca la geomorfología de la zona.
La economía local se basa en el sector agrario, en concreto agricultura de cereal y ganadería ovina, dadas las condiciones climáticas duras.
Los núcleos de población más cercanos y pertenecientes a términos municipales vecinos son por este orden Corbatón, Portalrubio, Pancrudo, Torre los Negros y Cosa.

## Geografía
Integrado en la comarca de Comunidad de Teruel, se sitúa a 59 kilómetros de la capital provincial. El término municipal está atravesado por la carretera N-211 en el pK 142 y por la carretera provincial TE-10, que permite la comunicación con Pancrudo y Torre los Negros. 
El relieve del municipio está definido por la elevada altitud del Sistema Ibérico turolense y el valle del río Pancrudo, que atraviesa el territorio de sureste a noroeste. La altitud oscila entre los 1350 metros, al noreste, cerca de Peña Abeja, y los 1100 metros, a orillas del río Pancrudo. El pueblo se alza a 1223 metros sobre el nivel del mar. 
| Noroeste: Cosa y Torre los Negros | Norte: Torre los Negros | Noreste: Pancrudo |
| Oeste: Cosa                       |                         | Este: Pancrudo    |
| Suroeste: Cosa                    | Sur: Cosa y Pancrudo    | Sureste: Pancrudo |

## Historia
En el año 1248, por privilegio de Jaime I, este lugar se desliga de la dependencia de Daroca, pasando a formar parte de Sesma de Barrachina en la Comunidad de Aldeas de Daroca, que en 1838 fue disuelta. En 1962 se instaló el tendido eléctrico en el pueblo, ya que hasta entonces no disponía de él.

## Demografía
Alpeñés cuenta con una población de 26 habitantes (INE 2024).
| Gráfica de evolución demográfica de Alpeñés entre 1842 y 2021                                                       |
| |
| Población de derecho según los censos de población del INE Población de hecho según los censos de población del INE |

## Administración y política
| Período   | Alcalde             | Partido |  |
| --------- | ------------------- | ------- |  |
| 1979-1983 | Jesús Navarro López | UCD     |  |
| 1983-1987 |                     |         |  |
| 1987-1991 |                     |         |  |
| 1991-1995 | Félix Arnal López   | PP      |  |
| 1995-1999 | Félix Arnal López   | PP      |  |
| 1999-2003 | Félix Arnal López   | PP      |  |
| 2003-2007 | Félix Arnal López   | PP      |  |
| 2007-2011 | Joaquín Gómez       | PAR     |  |
| 2011-2015 | Víctor Marco Arnal  | PP      |  |
| 2015-     | Víctor Marco Arnal  | PP      |  |

| Partido político    | Partido político               | 2003   | 2007   | 2011   | 2015   |
| Partido político    | Partido político               | Ediles | Ediles | Ediles | Ediles |
|                     | Partido Popular de Aragón (PP) | 1      | —      | 1      | 1      |
|                     | Partido Aragonés (PAR)         | —      | 1      | —      | —      |
|                     | Compromiso con Aragón (CA)     | —      | —      | —      | —      |
| Total de concejales | Total de concejales            | 1      | 1      | 1      | 1      |